# Latino Pellegrini
Latino Pellegrini (Parma, 1969) è un regista cinematografico e televisivo italiano.

## Biografia
Diplomatosi in cinematografia all'Accademia d'Arte di Urbino, si trasferisce a New York nel 1993 dove apre la casa di produzione Paradox Pictures insieme allo sceneggiatore Eric Magun. Nel 1994 Latino firma la regia del suo primo lungometraggio Toast with the Gods e rimane negli Stati Uniti a fare il regista per il cinema, campagne pubblicitarie e video clips. 
Nel 2004 torna in Italia per collaborare al programma Avere Ventanni il documentario sui giovani di MTV. In seguito ha firmato la regia di vari programmi TV tra cui Neurovisione (2007-2009), Sputnik (2007), MTV ChartBlast (2008), Ale e Franz Sketch Show (2010), Disney's In tour (serie televisiva) (2010) e A & F - Ale & Franz show (2011). In campo musicale, dirige assieme a Mauro Simionato due videoclip di Elisa, L'anima vola ed Un filo di seta negli abissi.